# 子泣き爺 (ゲゲゲの鬼太郎)

境港市水木しげるロードに設置された子泣き爺のブロンズ像

子泣き爺（こなきじじい）は水木しげるの漫画『ゲゲゲの鬼太郎』（旧題：『墓場の鬼太郎』）の主人公・鬼太郎の仲間の妖怪のひとり。子なき爺、子泣きじじい、児啼爺などとも表記される。

## 概要
公式設定では阿波国（徳島県）出身とされる。腹掛けと蓑を身に着け、赤ん坊のような顔に爺のヒゲをはやした妖怪。年齢はアニメ第3作によると3100歳。人や妖怪に抱きつくと石になり段々体重が増加していき、その重さで身動きをとれなくさせる。実際の伝承ではこの技で人を殺してしまう恐ろしい妖怪だが、本作の中では鬼太郎の良き保護者的な善の妖怪として活躍。
「砂かけ婆と結婚している」という記述も見られるが、原作でははっきりと明記されてはいない（女性の妖怪と戦う時にやきもちを焼かれるなど、ただならぬ仲を匂わせる場面は原作・アニメ共に多い）。むしろ砂かけ婆とは腐れ縁の関係といえる。アニメ第2作では、真偽は不明ながら別れた妻がいることをほのめかす台詞がある。アニメ第3作では107話で恋仲になる。『妖怪千物語』では砂かけにベタ惚れ。アニメ6作82話では砂かけ婆にキスしていた（砂かけ婆は忘れたと言い張っている）。
一部の原作（週刊実話版「相撲の巻」、マガジン版「魔女ロンロン」）やアニメ第3作52話では小判を貯め込んでおり、第4作では礼服を用意したりパソコン（インターネット）で情報を収集したりと富裕な面が描かれている。
『鬼太郎国盗り物語』では人間界の政界に「金角副総理」という遠い親戚に当たる人間がいる。副総理本人が「遠い親戚に当たる子泣き爺に手紙を出す」と言っており、実際に届いている。
非常に長生きの割には、1週間程度のことが辛抱できない面がある（アニメ第5作は特に顕著）。1980年代のマガジン版ではリウマチの持病がある。
非常に酒好きで、ほとんどのシリーズで酒壺に入れて飲んでいることが多い。基本的に日本酒が多いが、ワインやビール、カクテルを飲んだこともある。酔っぱらって砂かけ婆によく叱られる（アニメ第5作は特に多い）。「妖怪大裁判」ではねずみ男に睡眠薬入りの酒を盛られて鬼太郎の弁護に欠席させられる（アニメ第6作では揺すった程度では起きず、猫娘に数メートル飛ぶほど蹴られてようやく起きた）、猫ショウに若さを吸われる（アニメ第4作第108話「不老不死!猫ショウ」）、亡者捕獲に仲間で用意した酒壺の罠に自分もかかる（アニメ第5作第27話）、反物対策集会（これはねずみ男の罠だった）に遅刻する（アニメ第5作第63話「日本妖怪全滅!?妖怪反物!!」）など、酒絡みの失敗談や笑い話は数多い。ただし第5作32話では西洋妖怪との戦いに備えて禁酒して（砂かけ婆は酒壺の酒が全く減っていないのを見て驚いていた）鍛えなおし、持ち前の能力を発揮した（戦いを終えると再び飲んでいた）。第6作では酒の入ったひょうたんを肌身離さず持っている。34話ではバックベアードから逃げる際に落とした。他にも27話では南方妖怪が作った虫の揚げ物（鬼太郎は抵抗しなかったが、猫娘は気持ち悪がり涙目になっていた）や、44話ではのっぺらぼうが持って来た魂の天ぷら（のっぺらぼう以外が食べると直後に顔がなくなってしまう）を酒のつまみとして食べたこともあった。
原作初登場は「妖怪大戦争」（貸本「地獄の散歩道」で名は出ているが姿は判別できない）、アニメ初登場は第1作・第7話「ゆうれい電車」である。原作とアニメ第1作での「妖怪大戦争」（第10・11話）では西洋妖怪との闘いで戦死（原作では魔女達に連行された後に遺体で見つかり死因不明、アニメ第1作ではドラキュラとの一騎討ちで血を吸い尽くされた。だがその前に原作ではフランケン、アニメ第1作では狼男を海底に沈め貴重な勝ち星を挙げている）したが、その後、第25話「電気妖怪」で説明もなく既に復活しており、しばらくは準レギュラーとして複数の話に登場しながら活躍し、やがてレギュラーとなった。
身長140センチ、体重25キロ～2トン（原作「大首」によると千貫≒3.75トン）（増減自在）。
映画版はウエンツ瑛士と田中麗奈の出演を考慮し、原作・アニメより更に高齢になっており、間寛平が演じたこともあって関西訛りで喋っている。
媒体によっては前歯が黒く塗られていることがある。

## 妖術・技
老人の姿はしているが、中々に高い運動能力も持っている。比較的控えめに描かれている第4作でも、走行中のトラックに余裕で飛び乗る程度の跳躍力があり（62話「怪奇！ばけ猫街道」）、第5作32話「上陸！脅威の西洋妖怪」では少し真面目に鍛えなおす事で全盛期の運動能力を取り戻すと言われている。第5作では西洋妖怪キラーとも称され、普段のだらしない姿からは想像もつかないほど対西洋妖怪の勝率が高く、持ち前の能力を発揮させる。第6作では酒が飲み足らないと走り疲れることもある。

### 重量増加・岩石化
伝承通りの得意技。相手にしがみつき、赤ちゃんのような声で泣き出すと段々体重が増加して動きを封じ、最後には圧死させる。
初使用「妖怪大戦争」では重くなるだけだったが、「電気妖怪」からは体を石に変えて攻防共に強化できるようになった。この能力のおかげで相手を石にする技を持つ敵にも、動きを制限されることなく戦うことが可能。防御力も極めて高く、ピストルの弾丸が当たってもびくともしない（石にならずともピストルは無効）。
- アニメ第3作ではただ押し潰すだけでなく、敵妖怪を地面に封じる（映像的には影のようになって消える）こともでき、劇場版『最強妖怪軍団！日本上陸!!』では、天狗を押しつぶした際「子泣き潰し」と称していた。35話では仲間と共に赤舌に飲み込まれた時、自ら石化して脱水されるのを防いだ。82話では串刺し入道の住処に潜入時、見つかりそうになると石になって標本の振りをして誤魔化した。54話では子泣き爺の妖力を奪った悪魔ベリアルが、ぬりかべから奪った巨大化能力と合わせ岩石巨人と化した。
- 第4作13話では傲慢な人間に使用。23話では雨降り天狗の突風で飛ばされないように使用。24話では触れている仲間を一緒に石にして守る「滅多に使わない技」を見せた[2]。43話では骨董品が高いと聞き物々交換用の石像になりきった。56話では決壊したダムから漏れる水を防ぐために使用。82話では骨女がねずみ男名義で送り付けた爆弾の缶詰を開けるときに使用。99話では妖魔城の銅鏡で子泣き爺の力を得た鬼太郎が使用。
- 第5作では腕や手に持つ杖だけを石にして機敏に動いたり、岩の棘を生やして体当たりの破壊力を高めたり、体積を増して更に重くなる事が可能で（46話ではビルの屋上からフロア数階を突き破った）、これらの能力は西洋妖怪との戦いで良く使用する。とくにフランケンとは長年のライバルで、フランケンの巨大な拳をいとも簡単に裏拳で受け止め、互いに拳を突き合わせた時には周囲に衝撃波が広がるほどの力も持っている。反面、駄々をこねる際にも石になって、妖怪長屋を崩壊の危機に晒すこともあるのが難点。ゴーゴンとの対戦では自ら瞬時に石化して石にされたと欺くなど、高度な石化の使い方が見られた。
- 第6作では一反木綿から飛び降りて妖怪城の壁を破壊したり、暴走を鎮めた山爺の手から落ちた時は石化して痛みを和らげるなど、攻撃手段以外で使われることもある。12話や37話では第5作同様に腕だけを石にして団一郎や狼男ヴォルフガングと戦った。24話では石化して攻撃を凌いだ石妖に「わしの真似をしおってからに」と怒りを露わにした。団三郎やヴォルフガングに持ち上げられた時は地面が食い込むほど押し潰したり、バックベアードに洗脳された時はビルの屋上に亀裂を入れるほどの重量を見せた。75話では子泣き爺の魂を呪装した石動零が「子泣き招来」と唱え体を石にして回転攻撃を披露し、零を打ち負かして魂を奪い返した鬼太郎が丸くなり石化して回転しながら玉藻前に突撃するが弾き飛ばされた。96話や最終話では特殊部隊が放った対妖怪銃弾をも防いだ。
- 『妖怪千物語』20話ではうれし泣きでも石になったり、28話ではお地蔵様の振りをしていた。
- 実写映画版では体の表面に石の外皮を纏ったように石化する描写がされており、『千年呪い歌』では夜叉の弦針攻撃を受けた際に砕けてしまうも中の本体は無傷だった。

子泣きハンマー投げ
アニメ第5作17話で使用、一反木綿やねずみ男との連携技。ハンマー投の要領で、石化した自身をハンマーの砲丸、それを乗せた一反木綿をワイヤーに見立て、ねずみ男が投げ飛ばす。鬼太郎を呑み込んだ火取魔に強烈な体当たりを食らわせ、鬼太郎を吐き出させた。
アニメ第6作3話でも、似たような技でかまいたちを倒した。
石化落下（せっからっか）
高所から飛び降りながら石化して、強烈な衝撃を落下点や周囲に見舞う。第6作3話では妖怪城の壁を破壊するのに使用し、36話ではヴォルフガング、85話では七人同行との対戦で使用した。第4作98話では妖魔城の銅鏡で妖力を送られた鬼太郎が使い妖怪王ぬらりひょんを攻撃。第6作74話では子泣き爺の魂を取り込んだ石動零が、衝撃で玉藻前の足場を崩す。技名はゲーム『異聞妖怪奇譚』から。
大火炎岩石弾（だいかえんがんせきだん）
第6作82話で使用。砂かけ婆の火炎砂による炎を纏い、その状態で石化し体当たりする。巨大ぬっぺっぽうを貫き消滅させた。

### 格闘
頭突き
頭は石にならずとも鉄のように固く、銃弾や吸血妖怪の牙も通さない。さらに、石化してから繰り出す頭突きは大岩をも砕く。第4作6話と『妖怪千物語』16話では鬼太郎牛鬼に食らわせたが通じなかった。第6作11話では杓子岩をどかすために使われたが、八百八狸たちによって入り口をふさがれていたため全く通じなかった（ただし、ぬりかべの怪力によって動かすことができた）。第6作28話では頭頂部をのみを石化させて、カミーラの分身コウモリに頭突きをしている。56話では吸血鬼に変装したねずみ男や、炎上する屋内の塞がれた扉を破壊する際に使用。ゲーム『異聞妖怪奇譚』では頭を二回叩いて光らせた後、頭突きをする。
杖
杖で相手を殴って攻撃する。第4作では攻撃の時に棒高跳びの要領で高く跳ぶためにも使用。第5作では石化させて威力を高めることも可能。実写映画第二作では鬼太郎がこの杖にちゃんちゃんこを巻きつけて夜叉の剣と戦った。

### その他
足止めの術／ヒックシャックの術
原作「悪魔ベリアル」で使用。しゃっくりを敵に伝染させ注意を引き付ける。
再生能力
「鬼太郎のベトナム戦記」では空腹を訴えるねずみ男に自分の指を食べさせ、また生えると言っている。なおこの指は不味い。
アニメ第3作39話では地獄の番犬に石化体当たりを仕掛けて逆に粉々に噛み砕かれたが、特に処置を受けた描写もなく元に戻っている。
妖力波放射
アニメ第4作で使用。体内の妖怪エネルギーを放射して仲間の強化に使う。少なくとも、半妖怪のねずみ男を含め、鬼太郎一家の全員が使用している。が、子泣き爺は鬼太郎のように攻撃や防御など戦闘で使用した事はない。
地震
「鬼太郎大百科」によると頭の中に「真空脳」なる器官があり地震を起こせるとされ、ゲーム「復活! 天魔大王」で使用している。
変身
アニメ第3作22話と69話で使用、いずれも人間の老人（体格は普段と全く違う）に化けている。元に戻る際、22話は全身から発光し、69話ではグニャグニャと変形している。
アニメ第6作47話では、伝承通りに顔以外を赤ん坊の体格に変化させ、泣き声で姑獲鳥を誘い出す囮役を担った。
騎乗
アニメ第4作46話にて、妖怪大裁判に向かう際にイノシシを手懐けて乗っている。

## アニメにおける変遷
表情の特徴として、時々細目になるシーンがある（第5シリーズが顕著）。
第1期
砂かけ婆とは（後期と異なり）喧嘩仲間な雰囲気で描写されている。
第2期
砂かけ婆が営む妖怪アパートの住人としてレギュラーキャラクターとなり、砂かけ婆とも些細なことで衝突して会うたびに喧嘩がたえないほどに喧嘩シーンも増加した。また、気性の荒さを見せる場面もある。赤い腹掛けに黄色で丸が描かれている。
第3期
とぼけた面も見せるが、他のシリーズに比べるとややしっかりした性格で、目玉親父や砂かけ婆に劣らぬ博識ぶりや指導力を発揮することもある。砂かけ婆とは旧知の仲と設定され、107話で彼女に愛を告白する情熱的な場面も見られた。本作では「児泣き」と表記されている。青い腹掛けに赤色で金と描かれている。
第4期
シリーズを通しての呑気な性格がさらに強調され、43話で石像になりきったり105話でだるまさんが転んだで遊ぶなど、とぼけた場面や茶目っ気を見せる場面が増えた。一方で前作では苦手だった文明の利器（パソコンなど）を使いこなす面も見せる。窮地に陥ると砂かけ婆と互いをほめ合い、その場を任せようとする場面がお約束となっている。101話で一刻堂に封じられた時はカボチャに変えられた。112話で黒髪切に眉毛を切らせ、「髭にすればよかった」と後悔した。本作では「子なき」と表記されている。赤い腹掛けに黄色で金と描かれている。
第5期
砂かけ婆が営む妖怪長屋（従来の妖怪アパートに該当）の住人として登場。家賃を数百年（第一話において、砂かけ婆が当初三百年と言っていたのが実は四百年だったということを砂かけ婆が確認する場面がある）滞納しており、また頻繁に「いやじゃ、いやじゃ」と駄々をこねるなど過去作にも増して砂かけに怒られることが多くなる。また、黒髪フェチで女装も披露している（前作でも女装は披露している）。その一方で西洋妖怪といった強敵との戦いになると顔付きが変わってかなりやる気な性格になり、普段からは考えられないような強さを発揮する。その強さはフランケンシュタインやゴーゴンとの一騎討ちに勝利するほどである。そのため、西洋妖怪キラーとして人気を博している。妖怪四十七士の徳島県代表。脛毛が目立つようになり、普段は細目だが、驚いた時やシリアスな場面では目を開くことが多い。赤い腹掛けに青色で金と描かれている。
第6期
シリーズを通しての酒好きな設定が更に強調され、登場話の多くで酔っているか酒の話題を出す。酔っ払ってはねこ娘にも呆れられたり、砂かけ婆に叱られるという第5作と同様の設定が残っている。頼まれ事を失敗したり（4話）、出動できなかったり（8話）、売って酒代にしようと持ち出した品の中に危険な妖怪を封じた物があって事件の元になったり（26話）、重要な現場を目撃したはずが場所を覚えていなかったり（79話）と、過去作品に輪をかけて酒が仇になる例が目立つ。ねずみ男に小遣い稼ぎで自分の酒を売られ、それ以来根に持って彼には殆ど自分の酒を飲ませようとしなくなる。常時酒入りの瓢箪を持ち歩き、34話でバックベアードに拉致された時はそれが現場に残され「酔い潰れて音信不通になるのはいつものことだが、これを手放すなんてあり得ん」と仲間達に危機感を募らせた。時には一反木綿以上に女好きな面が出ることもあり、24話では石妖のナイスボディぶりに対し戦闘中や事件後に鼻の下を伸ばして砂かけ婆に叩かれ、69話では猛暑の中「水着ギャルとプールに行きたい」とねこ娘に目を向けながら発言（砂かけばばあはねこ娘への視線を察していたが、当のねこ娘は気にしなかった）、72話でいやみに仲間共々色ボケにされた時は砂かけにチューを迫ったりねこ娘に「一緒に酒風呂に入るんじゃ」と言って抱きついたり、94話で旅行先の温泉が混浴ではなくて悔しがったり（ねこ娘と犬山まなの裸を見るのが目当て）とセクハラじみた言動も多い。第3作と同じカラーデザインの腹掛けを着用。第5作同様脛毛が目立つ。
本作準拠の小説「ぬりかべ」（「蒼の刻」収録）では当人が過去を語る。遥か昔には四国で山賊のような悪事を働き、多数の妖怪を従え徒党を組んでいたが、副将格のマダビンに裏切られて人間に囚われ痛め付けられた。逃亡後に裏切った部下全員を葬ったものの、虚しさしか残らず酒と人間への単独犯行の自暴自棄の生活を続けた後、鬼太郎に懲らしめられゲゲゲの森に誘われ移った。最初内心では鬼太郎を快く思っていなかったが、第一次妖怪大戦争（第6作本編より遥か以前の、原作や第1作に準じた西洋妖怪との戦い）以来、誰かのために戦った後の酒の美味を覚え鬼太郎達との仲間意識も芽生えたという。

## 他作品でのキャラクター
水木しげるの短編『子泣きじじい』にも子泣き爺が登場。外見は『鬼太郎』同様。自分を殺そうとした相手と心を入れ替える能力を持ち、数千年の時を生き続けている。山中で子泣き爺に襲われて子泣き爺を殺そうとした者は、心を入れ替えられて子泣き爺の姿となり、別の誰かが自分を殺そうとするまで山中で待ち続ける羽目になる。
コラボ作品『映画妖怪ウォッチ』ではナツメ達に鬼太郎と間違われた。前掛けの色は第3作と同じだが、蓑色は水色と黄色のツートンカラーである。声は第4作と同じ塩屋が演じている。

## 演者
各種媒体にて子泣き爺を演じたのは以下の通り。
- アニメ
  - 北川国彦（第1期：第7話）
  - 永井一郎（第1期、第2期：第19話、第3期[8]）
  - 富田耕吉（第1期：第27話、第29話）
  - 矢田耕司（第2期）[9]
  - 兼本新吾（第2期：第21話）[10]
  - はせさん治（第2期：第29話）[10]
  - 塩屋浩三（第4期[11]、アーケードゲーム『アニメチャンプ』、映画 妖怪ウォッチ シャドウサイド 鬼王の復活）
  - 龍田直樹[12]（第5期）[13]
  - 島田敏[14]（第6期）
  - 穂積隆信（ゲーム『ゲゲゲの鬼太郎 異聞妖怪奇譚』）
- 実写ドラマ
  - 赤星昇一郎（TVドラマ『月曜ドラマランド ゲゲゲの鬼太郎』）[15]
  - 不破万作（妖怪奇伝ゲゲゲの鬼太郎 魔笛エロイムエッサイム）[16]
  - 間寛平[17]（劇場映画『ゲゲゲの鬼太郎』シリーズ）
  - 矢部太郎（2022年版舞台『ゲゲゲの鬼太郎』）
  - 長友光弘（2025年版舞台『ゲゲゲの鬼太郎』）